# 张谴
张谴（?—?），战国韓國人，韓昭侯、韩宣惠王的相國。
张谴又称昭遣、暴谴。他利用君臣间利害矛盾關係，借用外国力量与本國君主争权（“利异外借”）。张谴和魏國相國白圭相约，互相支持，长久把持韓魏国政。张谴病危，无正怀金去探望他，他遂向韓王推荐公乘无正和公子食我，說無正“重法而畏上”，公子食我能得民心。张谴死後，公乘无正为相。